# Sydamerikanska mästerskapet i volleyboll för damer 2015
Sydamerikanska mästerskapet i volleyboll för damer 2015 utspelade sig mellan 29 september och 3 oktober 2015 i Cartagena de Indias, Colombia. Det var den 31:a upplagan av tävlingen ocjåtta damlandslag från CSV:s medlemsförbund deltog. Brasilien vann för 11:e gången i rad och 19:e gången totalt genom att slå Peru i finalen. Gabriela Guimarães utsågs till mest värdefulla spelare.

## Arenor
|                                                                              |  |  |
|                                                                              |  |  |
| Coliseo Norton Madrid Picot Stad: Cartagena de Indias Kapacitet: - Öppnad: - |  |  |

## Regelverk
Tävlingen genomfördes i två omgångar.
- I den första omgången delades lagen upp i två grupper om fyra lag, där alla lag mötte alla lag i sin grupp.
- I den andra omgången gick de två första lagen i varje grupp vidare till cupspel om de fyra första platserna, medan de två sista lagen gick vidare till cupspel om de fyra sista platserna.

### Metod för att bestämma tabellplacering
Tävlingen genomfördes genom ett seriespel där alla lag mötte alla. Lagens slutplacering bestämdes av i tur och ordning:
- Antal vunna matcher
- Poäng
- Kvot vunna / förlorade set
- Kvot vunna / förlorade bollpoäng.
- Inbördes möte

Som vanligt i modern volleyboll tilldelades det förlorande laget 3 poäng och det förlorande laget 0 poäng om slutresultatet blev 3-0 eller 3-1 och om slutresultatet blev 3-2 tilldelades det vinnande laget istället 2 poäng och det förlorande laget 1 poäng.

## Deltagande lag
| Lag       | Kvalificerad genom | Deltog senast |
| --------- | ------------------ | ------------- |
| Argentina | -                  | Peru 2013     |
| Brasilien | -                  | Peru 2013     |
| Chile     | -                  | Peru 2013     |
| Colombia  | Värdland           | Peru 2013     |
| Paraguay  | -                  | Peru 2011     |
| Peru      | -                  | Peru 2013     |
| Uruguay   | -                  | Peru 2011     |
| Venezuela | -                  | Peru 2013     |

## Turneringen[2]

### Gruppspelsfasen
| Grupp A   | Grupp B   |
| --------- | --------- |
| Colombia  | Argentina |
| Paraguay  | Brasilien |
| Peru      | Chile     |
| Venezuela | Uruguay   |

#### Grupp A

##### Resultat
| 29 september 2015 Coliseo Norton Picot, Cartagena de Indias Speltid: ? - Åskådare: ? | Peru      | 3 - 2 | Venezuela | 19-25, 25-17, 17-25, 25-15, 15-6 |
| 29 september 2015 Coliseo Norton Picot, Cartagena de Indias Speltid: ? - Åskådare: ? | Colombia  | 3 - 0 | Paraguay  | 25-8, 25-12, 25-10               |
| 30 september 2015 Coliseo Norton Picot, Cartagena de Indias Speltid: ? - Åskådare: ? | Peru      | 3 - 0 | Paraguay  | 25-4, 25-11, 25-11               |
| 30 september 2015 Coliseo Norton Picot, Cartagena de Indias Speltid: ? - Åskådare: ? | Venezuela | 0 - 3 | Colombia  | 19-25, 15-25, 18-25              |
| 1º oktober 2015 Coliseo Norton Picot, Cartagena de Indias Speltid: ? - Åskådare: ?   | Venezuela | 3 - 0 | Paraguay  | 25-9, 25-19, 25-18               |
| 1º oktober 2015 Coliseo Norton Picot, Cartagena de Indias Speltid: ? - Åskådare: ?   | Colombia  | 1 - 3 | Peru      | 25-22, 18-25, 24-26, 16-25       |

##### Sluttabell
| Pos. | Lag       | Pt | M | V | F | SV | SF | Kvot  | PV  | PF  | Kvot  |
| ---- | --------- | -- | - | - | - | -- | -- | ----- | --- | --- | ----- |
| 1    | Peru      | 8  | 3 | 3 | 0 | 9  | 3  | 3.000 | 274 | 197 | 1.390 |
| 2    | Colombia  | 6  | 3 | 2 | 1 | 7  | 3  | 2.333 | 233 | 180 | 1.294 |
| 3    | Venezuela | 4  | 3 | 1 | 2 | 5  | 6  | 0.833 | 215 | 222 | 0.968 |
| 4    | Uruguay   | 0  | 3 | 0 | 3 | 0  | 9  | 0.000 | 102 | 225 | 0.453 |

#### Grupp B

##### Resultat
| 29 september 2015 Coliseo Norton Picot, Cartagena de Indias Speltid: ? - Åskådare: ? | Argentina | 3 - 0 | Chile     | 25-17, 25-18, 25-12        |
| 29 september 2015 Coliseo Norton Picot, Cartagena de Indias Speltid: ? - Åskådare: ? | Brasilien | 3 - 0 | Uruguay   | 25-14, 25-11, 25-15        |
| 30 september 2015 Coliseo Norton Picot, Cartagena de Indias Speltid: ? - Åskådare: ? | Chile     | 0 - 3 | Brasilien | 16-25, 6-25, 15-25         |
| 30 september 2015 Coliseo Norton Picot, Cartagena de Indias Speltid: ? - Åskådare: ? | Argentina | 3 - 0 | Uruguay   | 25-16, 25-11, 25-22        |
| 1º oktober 2015 Coliseo Norton Picot, Cartagena de Indias Speltid: ? - Åskådare: ?   | Chile     | 3 - 1 | Uruguay   | 25-22, 25-22, 26-28, 25-21 |
| 1º oktober 2015 Coliseo Norton Picot, Cartagena de Indias Speltid: ? - Åskådare: ?   | Brasilien | 3 - 0 | Argentina | 25-16, 25-17, 25-14        |

##### Sluttabell
| Pos. | Lag       | Pt | M | V | F | SV | SF | Kvot  | PV  | PF  | Kvot  |
| ---- | --------- | -- | - | - | - | -- | -- | ----- | --- | --- | ----- |
| 1    | Brasilien | 9  | 3 | 3 | 0 | 9  | 0  | MAX   | 225 | 124 | 1.815 |
| 2    | Argentina | 6  | 3 | 2 | 1 | 6  | 3  | 2.000 | 197 | 171 | 1.152 |
| 3    | Chile     | 3  | 3 | 1 | 2 | 3  | 7  | 0.428 | 185 | 243 | 0.761 |
| 4    | Uruguay   | 0  | 3 | 0 | 3 | 1  | 9  | 0.111 | 182 | 251 | 0.725 |

### Spelschema
|  | Semifinaler | Semifinaler |           |      | Final               | Final               |  |
|  |             |             |           |      |                     |                     |  |
|  | Peru        | 3           |           |      |                     |                     |  |
|  | Peru        | 3           |           |      |                     |                     |  |
|  | Argentina   | 2           |           |      |                     |                     |  |
|  | Argentina   | 2           |           | Peru | 0                   |                     |  |
|  |             |             |           | Peru | 0                   |                     |  |
|  |             |             | Brasilien | 3    |                     |                     |  |
|  | Brasilien   | 3           | Brasilien | 3    |                     |                     |  |
|  | Brasilien   | 3           |           |      |                     |                     |  |
|  | Colombia    | 0           |           |      | Match om tredjepris | Match om tredjepris |  |
|  | Colombia    | 0           |           |      |                     |                     |  |
|  |             |             |           |      |                     |                     |  |
|  |             |             |           |      | Argentina           | 2                   |  |
|  |             |             |           |      | Argentina           | 2                   |  |
|  |             |             |           |      | Colombia            | 3                   |  |

#### Semifinaler
| 2 oktober 2015 Coliseo Norton Picot, Cartagena de Indias Speltid: ? - Åskådare: ? | Peru      | 3 - 2 | Argentina | 25-23, 25-27, 25-20, 25-27, 15-13 |
| 2 oktober 2015 Coliseo Norton Picot, Cartagena de Indias Speltid: ? - Åskådare: ? | Brasilien | 3 - 0 | Colombia  | 25-17, 25-12, 25-12               |

#### Match om tredjepris
| 3 oktober 2015 Coliseo Norton Picot, Cartagena de Indias Speltid: ? - Åskådare: ? | Argentina | 2 - 3 | Colombia | 21-25, 24-26, 25-19, 25-23, 6-15 |

#### Final
| 3 oktober 2015 Coliseo Norton Picot, Cartagena de Indias Speltid: ? - Åskådare: ? | Peru | 0 - 3 | Brasilien | 17-25, 21-25, 13-25 |

### Spel om plats 5-8
|  | Matcher om plats 5-8 | Matcher om plats 5-8 |           |       | Match om femteplats  | Match om femteplats  |  |
|  |                      |                      |           |       |                      |                      |  |
|  | Paraguay             | 0                    |           |       |                      |                      |  |
|  | Paraguay             | 0                    |           |       |                      |                      |  |
|  | Chile                | 3                    |           |       |                      |                      |  |
|  | Chile                | 3                    |           | Chile | 0                    |                      |  |
|  |                      |                      |           | Chile | 0                    |                      |  |
|  |                      |                      | Venezuela | 3     |                      |                      |  |
|  | Venezuela            | 3                    | Venezuela | 3     |                      |                      |  |
|  | Venezuela            | 3                    |           |       |                      |                      |  |
|  | Uruguay              | 0                    |           |       | Match om sjundeplats | Match om sjundeplats |  |
|  | Uruguay              | 0                    |           |       |                      |                      |  |
|  |                      |                      |           |       |                      |                      |  |
|  |                      |                      |           |       | Paraguay             | 0                    |  |
|  |                      |                      |           |       | Paraguay             | 0                    |  |
|  |                      |                      |           |       | Uruguay              | 3                    |  |

#### Semifinaler
| 2 oktober 2015 Coliseo Norton Picot, Cartagena de Indias Speltid: ? - Åskådare: ? | Paraguay  | 0 - 3 | Chile   | 14-25, 15-25, 10-25 |
| 2 oktober 2015 Coliseo Norton Picot, Cartagena de Indias Speltid: ? - Åskådare: ? | Venezuela | 3 - 0 | Uruguay | 25-23, 25-21, 25-21 |

#### Match om sjundeplats
| 3 oktober 2015 Coliseo Norton Picot, Cartagena de Indias Speltid: ? - Åskådare: ? | Paraguay | 0 - 3 | Uruguay | 13-25, 21-25, 21-25 |

#### Match om femteplats
| 3 oktober 2015 Coliseo Norton Picot, Cartagena de Indias Speltid: ? - Åskådare: ? | Chile | 0 - 3 | Venezuela | 23-25, 17-25, 19-25 |

## Slutplaceringar
| Pos | Lag       |
| --- | --------- |
|     | Brasilien |
|     | Peru      |
|     | Colombia  |
| 4   | Argentina |
| 5   | Venezuela |
| 6   | Chile     |
| 7   | Uruguay   |
| 8   | Paraguay  |

## Individuella utmärkelser
| Utmärkelse              | Namn                  | Lag       |
| ----------------------- | --------------------- | --------- |
| Mest värdefulla spelare | Gabriela Guimarães    | Brasilien |
| Bästa passare           | María Alejandra Marín | Colombia  |
| Bästa högerspiker       | Carla Castiglione     | Argentina |
| Bästa vänsterspiker     | Gabriela Guimarães    | Brasilien |
| Bästa vänsterspiker     | Ángela Leyva          | Peru      |
| Bästa center            | Juciely Barreto       | Brasilien |
| Bästa center            | Natalia Aizpurúa      | Argentina |
| Bästa libero            | Camila Gómez          | Colombia  |